# Laubieriopsis
Laubieriopsis är ett släkte av ringmaskar. Laubieriopsis ingår i familjen Fauveliopsidae.
Kladogram enligt Catalogue of Life:
| Laubieriopsis | \| \| Laubieriopsis arenicola \| \| \| \| \| \| Laubieriopsis brevis \| \| \| \| \| \| Laubieriopsis cabiochi \| \| \| \| \| \| Laubieriopsis hartmanae \| \| \| \| |
|               | \| \| Laubieriopsis arenicola \| \| \| \| \| \| Laubieriopsis brevis \| \| \| \| \| \| Laubieriopsis cabiochi \| \| \| \| \| \| Laubieriopsis hartmanae \| \| \| \| |
|               | Fauveliopsis |
|               | |
|               | Laubieriopsis arenicola |
|               | |
|               | Laubieriopsis brevis |
|               | |
|               | Laubieriopsis cabiochi |
|               | |
|               | Laubieriopsis hartmanae |
|               | |

|  | Laubieriopsis arenicola |
|  |                         |
|  | Laubieriopsis brevis    |
|  |                         |
|  | Laubieriopsis cabiochi  |
|  |                         |
|  | Laubieriopsis hartmanae |
|  |                         |